# Hintere Brandjochspitze
Hintere Brandjochspitze – szczyt w paśmie Karwendel, w Alpach Wschodnich. Leży w Austrii, w kraju związkowym Tyrol, przy granicy z Niemcami. Sąsiaduje z: Hohe Warte, Kleiner Solstein i Großer Solstein.
Pierwszego wejścia, w 1870 r., dokonał Hermann von Barth.